# Accidente ferroviario de Mataró de 2012
El accidente ferroviario de Mataró de 2012 se produjo el 9 de febrero de 2012 en la estación de Mataró, perteneciente a la red de cercanías Barcelona, cuando un tren de cercanías de Renfe colisionó con la topera de final de vía situada en la vía 4, causando un total de once heridos. La investigación de la Comisión de Investigación de Accidentes Ferroviarios (CIAF) determinó que la causa del accidente se produjo por un fallo humano por parte del maquinista del tren implicado, por el incumplimiento de las órdenes dadas por las señales y por no prestar la debida atención durante la conducción.

## Descripción de los hechos
El 9 de febrero de 2012, a las 09:43h, el tren de viajeros 28867, procedente de Molins de Rey y compuesto por las ramas treinta (R30) y cuarenta y tres (R43) acopladas en mando múltiple de la serie 447 de Renfe Operadora, con cincuenta viajeros a bordo, colisionó con la topera de final de vía situada en la vía 4 de la estación de Mataró. Tras el choque, el coche de cabeza quedó acaballado sobre la topera y completamente descarrilado, la caja montada sobre la topera y el primer bogie empotrado en la misma y, en el segundo coche, descarriló el primer bogie en el sentido de la marcha. El maquinista quedó atrapado en la cabina de conducción y los bomberos tardaron cuarenta minutos en rescatarlo.
Tras conocerse el suceso, la Dirección General de Protección Civil de la Generalidad de Cataluña activó la alerta del Plan de emergencias en transporte de viajeros por ferrocarril (Ferrocat), desplazando al lugar de los hechos siete unidades de los Bomberos de la Generalidad de Cataluña y cinco del Sistema de Emergencias Médicas (SEM), además de unidades de los Mozos de Escuadra y Policía Local de Mataró.

### Víctimas
Aunque desde un principio varios medios de comunicación y Protección Civil informaron de un total de diez heridos, la investigación final del accidente elevó la cifra a once que, según su gravedad, fueron trasladados a diferentes hospitales de Cataluña y todos, excepto el maquinista, fueron dados de alta el mismo día:
- Un herido grave, el maquinista del tren implicado, y siete viajeros leves trasladados al Hospital de Mataró.
- Dos viajeros heridos leves trasladados al Hospital de Can Ruti para un reconocimiento médico.

### Afectación al servicio ferroviario
Después del accidente, el tráfico ferroviario quedó afectado puntualmente: la vía 4 de la estación de Mataró quedó interceptada hasta las 05:02 h del día siguiente y se suprimió un tren de cercanías que salía de Mataró a las 10:03 h y llegaba a Molins de Rey a las 11:12 h. El tren accidentado fue retirado la misma noche del accidente mediante dos grúas de gran tonelaje y trasladado por carretera hasta Barcelona.

## Investigación

### Sucesión de los acontecimientos
| Señal        | Indicación | Hora     | Velocidad | Observaciones | Ref.  |
| ------------ | ---------- | -------- | --------- | --- | ----- |
| 255          |            | 09:40:32 | 88 km/h   | Señal avanzada de la estación de Mataró.                                                                           | [ 1 ] |
| E1           |            | 09:41:05 | 66 km/h   | Señal de entrada de la estación de Mataró. Velocidad del tren al paso por la baliza previa de la señal E1: 76 km/h | [ 1 ] |
| S1/4A        |            | 09:43:00 | 34 km/h   | Velocidad del tren al paso por los desvíos de vía números 1-3 y 5-7 a 45 km/h y por el desvío 11 a 40 km/h.        | [ 1 ] |
| Topera vía 4 |            | 09:43:41 | 23 km/h   | El tren recorrió doscientos noventa metros desde la última aplicación en el freno por parte del maquinista.        | [ 1 ] |

### Declaración del maquinista

Señal luminosa en «anuncio de parada». El maquinista no cumplió la orden de la señal, lo que provocó la colisión del tren contra la topera.

Que no notó ninguna anomalía en el freno ni en la radiotelefonía. Que no recuerda la velocidad a la que circulaba en el momento del accidente ni si iba con velocidad prefijada. Que no le acompañaba nadie en cabina, ni utilizaba el teléfono móvil. Que las condiciones atmosféricas eran buenas. Que la señal avanzada se encontraba en anuncio de precaución y la de entrada y el mono bajo (S1/4A) en anuncio de parada. Que reconoce el anuncio de parada del mono bajo (señal última antes del estacionamiento) (S1/4A), y que a continuación cogió el libro horario para guardarlo en la mochila que se encontraba en el suelo, y al incorporarse ya no recuerda nada hasta el impacto. Que en el 2007 aproximadamente tuvo una pérdida de consciencia
Declaración del maquinista del tren implicado en el accidente realizada en Mataró el día 9 de febrero de 2012. Informe final de la CIAF 

### Daños materiales
- Material rodante: se produjeron daños en la unidad de cabeza, cuya estructura quedó totalmente deformada, y se tuvo que reconstruir incluyendo la sustitución de chapa, interiorismo, cabina, primer bogie, instalaciones y cableado general. Los daños totales fueron cuantificados en 797 196 euros.[1]
- Infraestructura: se produjeron daños en la topera y en el poste de la catenaria, así como en los dispositivos de compensación instalados en el mismo, de la vía 4.[1]

### Causa del accidente
La deliberación de la Comisión de Investigación de Accidentes Ferroviarios (CIAF) determinó que la causa del accidente fue debida a un fallo humano por parte del maquinista, al incumplir varios artículos del Reglamento General de Circulación (RGC):
- Artículo 211 Anuncio de precaución: ordena al maquinista no exceder de 30 km/h o la que indique el número de pantalla, al pasar por las agujas situadas a continuación de la señal siguiente, no contemplando a estos efectos las señales de retroceso.[9]
- Artículo 213 Anuncio de parada: ordena al maquinista ponerse en condiciones de parar ante la señal siguiente, piquete de salida de la vía de estacionamiento o final de vía.[10]

El maquinista no se puso en condiciones de parar ante el final de la vía, por lo que produjo la colisión con la topera. Además, excedió de 30 km/h al paso por los desvíos que llevan desde la vía 1 hasta la vía 4.

## Reacciones posteriores
Renfe abrió una investigación para averiguar si el tren siniestrado cumplió con el protocolo de seguridad establecido por la operadora. El director de Rodalies de Catalunya, Miguel Ángel Remacha, se desplazó a la estación una vez conocido el accidente, donde hizo la siguiente declaración respecto a las posibles causas del mismo:

El tren no iba a la velocidad adecuada para entrar al final de la vía con topera, pero se tendrán que comprobar los datos de velocidad y activación de frenado para determinar las causas exactas.
Miguel Ángel Remacha en declaraciones a TV3. La Vanguardia

Joan Mora, alcalde de Mataró, también acudió al lugar del accidente, donde denunció que a los usuarios de cercanías se les estaba acabando la paciencia —en referencia a los accidentes que se produjeron en los días anteriores— y realizó unas duras críticas acerca de la gestión del Adif y Renfe Operadora en Cataluña:

No puede ser que tengamos que subir a los trenes pensando qué nos va a pasar esta vez. Se nos ha acabado la paciencia. Estamos ante una causa estructural.
Joan Mora, El País

Ese mismo día, la ministra de Fomento, Ana Pastor, lamentó el accidente y afirmó lo siguiente durante su intervención en el Congreso de los Diputados:

El Gobierno ha tomado las decisiones correspondientes y ha comenzado a operar la comisión de investigación de accidentes. Esperamos que se recuperen —las víctimas— y que podamos hacer todo lo posible para que accidentes como este no se vuelvan a producir.
Ana Pastor. La Vanguardia

La ministra también anunció que su ministerio estaba estudiando establecer nuevas fórmulas de vinculación contractual más eficientes entre los titulares de los servicios ferroviarios de viajeros y el operador que los presta, haciendo la siguiente declaración al respecto:

El objetivo será garantizar unos estándares de seguridad, calidad, accesibilidad y penalización en función del nivel de incumplimiento.
Ana Pastor. El Periódico de Catalunya

Representantes del Ministerio de Fomento, Generalidad de Cataluña, Adif y Renfe Operadora se reunieron en una cumbre de urgencia el 21 de febrero de 2012, que tuvo por objeto abordar el estado en esa época de la red de cercanías Barcelona, ya que el accidente de Mataró fue el tercer incidente en menos de un mes que se produjo en la red. Días antes, el consejero del Departamento de Territorio y Sostenibilidad de la Generalidad de Cataluña, Lluís Recoder, reclamó al Estado que ejecutara la inversión de 4000 millones de euros a la que se comprometió cuando fueron transferidas las competencias de cercanías a la Generalidad, e hizo la siguiente afirmación en referencia al estado de la red:

Es segura, pero sufre estrés por la falta de inversión del Estado en las infraestructuras de Adif.
Lluís Recoder. El Periódico de Catalunya